# Antony Lambton

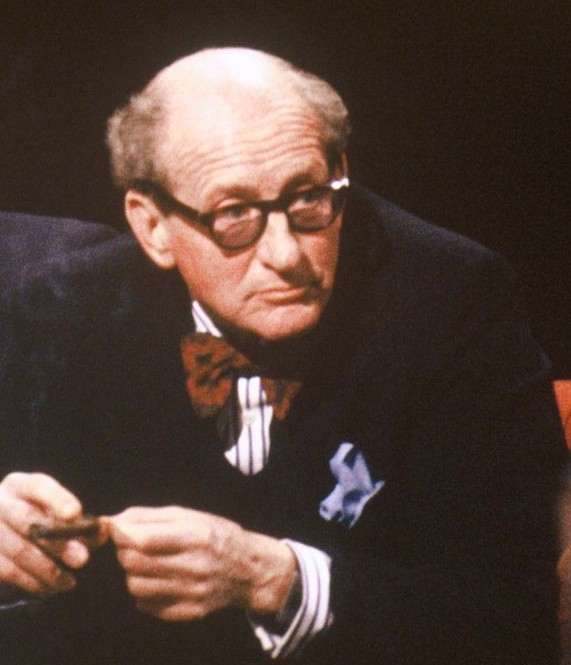
Antony Lambton, 1991

Antony Claud Frederick Lambton (* 10. Juli 1922 in County Durham; † 30. Dezember 2006 in Sovicille, Italien) war ein britischer konservativer Politiker, Abgeordneter des Unterhauses sowie Parlamentarischer Unterstaatssekretär im Verteidigungsministerium des Vereinigten Königreichs.

## Biografie

### Familie und Abgeordneter des Unterhauses
Der Sohn von John Frederick Lambton, 5. Earl of Durham, wuchs auf dem Familiensitz Lambton Castle im County Durham auf und trat nach dem Besuch der Harrow School während des Zweiten Weltkrieges als Soldat in das Hampshire Regiment ein, ehe er aufgrund von Dienstunfähigkeit ausgemustert wurde. Im Anschluss daran leistete er jedoch Kriegsdienst in einer Fabrik in Wallsend. Seit dem Tod seines älteren Bruders 1941 führte er als Heir Apparent seines Vaters den Höflichkeitstitel Viscount Lambton. Aus seiner 1942 mit Belinda Bridget Blew-Jones (1912–2003) geschlossenen Ehe gingen fünf Töchter und ein Sohn hervor. Des Weiteren war er Cousin des späteren Premierministers Alec Douglas-Home.
Seine politische Laufbahn begann er 1945 erfolglos als Kandidat bei der Wahl zum Unterhaus im Wahlkreis Chester-le-Street, sowie bei der darauffolgenden Wahl 1950 im Wahlkreis Bishop Auckland. Zwischenzeitlich war er von 1947 bis 1949 Mitglied des Stadtrates von Durham (City Council) sowie des Grafschaftsrates (Durham County Council).
1951 wurde er bei der Parlamentswahl dann zum Abgeordneten für den Wahlkreis Berwick-upon-Tweed gewählt und vertrat als solcher bis 1973 die Interessen der Conservative Party im House of Commons. 1960 war er für einige Zeit Parlamentarischer Privatsekretär des Außenministers Selwyn Lloyd.
Beim Tod seines Vaters am 4. Februar 1970 erbte er dessen Titel als 6. Earl of Durham. Um seinen Sitz im House of Commons nicht zugunsten eines Sitzes im House of Lords aufgeben zu müssen, verzichtete er am 23. Februar 1970 gemäß dem Peerage Act 1963 auf seine Adelstitel. Allerdings bestand er zunächst auf die Anrede mit seinem vorherigen Höflichkeitstitel Viscount Lambton, bis ihm eine Entscheidung des Ausschusses für Privilegien dies aufgrund des Verzichts auf seiner Peerstitel untersagte.

### Unterstaatssekretär und Rücktritt wegen Prostitutionsskandal
Von Premierminister Edward Heath wurde er nach dem Wahlsieg der Konservativen am 19. Juni 1970 zum Parlamentarischen Unterstaatssekretär im Verteidigungsministerium berufen, wo er für die Royal Air Force zuständig war.
1973 berichtete die Boulevardzeitung News of the World über seine Beziehungen zu Prostituierten. Der Ehemann der Prostituierten Norma Levy hatte dabei geheime Fotoaufnahmen von Lambton mit seiner Frau im Bett gemacht und diese anschließend den Boulevardzeitungen der Fleet Street angeboten. Daneben fanden Polizisten in Lambtons Haus eine kleine Menge Cannabis. Am 22. Mai 1973 trat Lambton dann als Unterstaatssekretär zurück und verzichtete zugleich auf seinen Unterhaussitz, der dann in einer Nachwahl vom Kandidaten der Liberal Party Alan Beith gewonnen wurde. Zwei Tage darauf wurden weitere Beziehungen der Prostituierten um Norma Levy mit George Jellicoe, 2. Earl Jellicoe, dem Lordsiegelbewahrer und Führer des Oberhauses (House of Lords) im Kabinett von Heath bekannt. Diese führte schließlich auch zum Rücktritt Jellicoes.
Eine anschließende geheime Untersuchung ergab, dass Lambton aufgrund der Beziehungen zu Norma Levy kein Sicherheitsrisiko darstellte. Lambton selbst gab an, dass er insbesondere niemals Regierungsdokumente bei sich führte, als er die Prostituierten aufsuchte. Die geheime Untersuchung wurde insbesondere durchgeführt, da man in Parallelität zur Profumo-Affäre 1963 eine mögliche Gefährdung der nationalen Sicherheit sah. Zunächst gab er in seinen Vernehmungen beim Security Service (MI 5) an, dass der Druck in seinem Unterstaatssekretärsamt zu den Besuchen bei den Prostituierten führten. Später gab er jedoch zu, dass die Sinnlosigkeit seines Amtes und die geringen Aufgaben als Juniorminister der wahre Grund für die Besuche waren.
Nach dem Skandal und seinem Rücktritt kam es zur Trennung von seiner Frau. Anschließend erwarb er 1977 die Villa Cetinale, eine 400 Jahre alte Villa in der Toskana, wo er die folgenden Jahre mit Claire Ward, der Tochter des englischen Cricketspielers Giles Baring, zusammenlebte. Dabei entwickelte er sich zunehmend zu einem anerkannten Garten- und Landschaftsexperten. Zu einer Scheidung von seiner ersten Frau, die 2003 verstarb, kam es jedoch nicht.
Bei seinem Tod 2006 lebten seine Adelstitel wieder auf und fielen an seinen Sohn als 7. Earl.